# KH Kopřivnice
KH ISMM Kopřivnice je sportovní klub hrající mezinárodní házenou. Založen byl během května roku 1959 jako oddíl národní házené. Po přestavbě hřiště převzaté po někdejší Dělnické tělocvičné jednotě (DTJ) uspořádal klub propagační utkání mezi celky druhé ligy. Postupně se tým probojoval z krajské soutěže do divize. Roku 1962 pak celek přešel z národní házené na mezinárodní a hrál tehdy krajský přebor druhé třídy. Počínaje rokem 1965 nastupovali kopřivničtí házenkáři ve druhé lize. K roku 2023 nastupovala Kopřivnice v české nejvyšší soutěži, v extralize.